# 6, rue de Hanovre
Le 6, rue de Hanovre est un immeuble de bureaux du 2e arrondissement de Paris, en France.

## Architecture

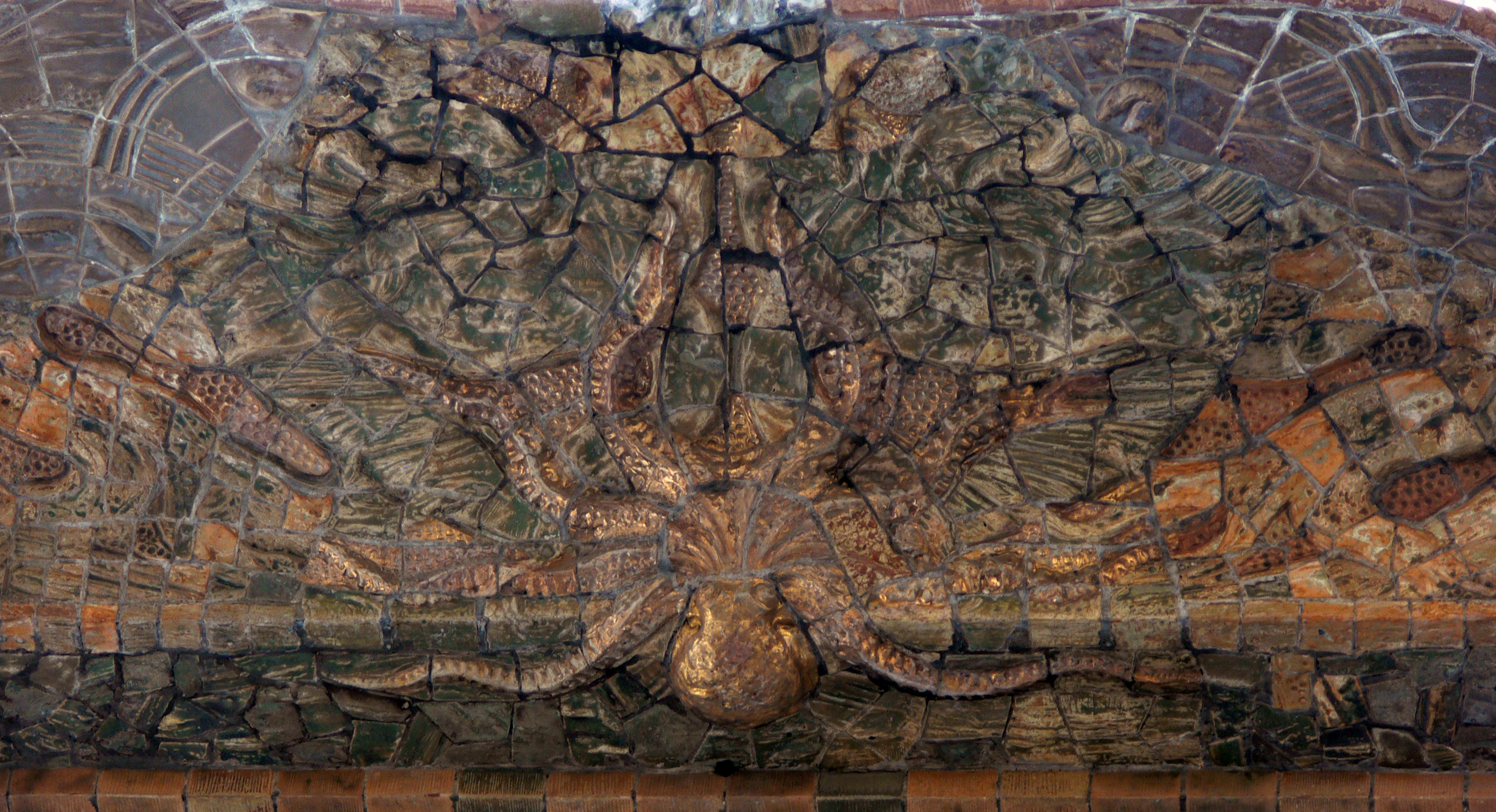
Détail des céramiques de l'immeuble : une pieuvre.

Le bâtiment est situé au 6, rue de Hanovre, une petite rue du nord-ouest du 2e arrondissement de Paris située non-loin de l'opéra Garnier, entre la rue de Choiseul et la rue de La Michodière. D'une superficie de 525 m2, il s'élève sur 5 étages.
La façade sur rue de l'édifice, longue de 18 m, comporte des ouvertures variées : trois grandes arcades occupent le rez-de-chaussée et le 1er étage, le 2e utilise des baies rectangulaires, tandis que les 3e et 4e étages sont décorés de bow-windows. L'ensemble de la façade est recouverte de céramiques en grès flammé Art nouveau d'inspiration marine : algues, pieuvres, coquilles Saint-Jacques, étoiles de mer, aux tons marins, verts et ocre. La grande porte d'entrée, vitrée, est décorée de ferronneries ouvragées.
Le hall d'entrée est lui aussi décoré de céramiques en grès, mais d'inspiration florale : feuilles sur les murs et roses sur le plafond, dans des tons verts et rouges. Il est surmonté d'un lustre et est terminé par un grand escalier en fer à cheval qui conduit au 1er étage. Celui-ci donne sur un escalier en spirale, comportant une rampe en fer forgé, traversant l'immeuble et éclairé par un ensemble de vitraux. Le centre du bâtiment est occupé par une cour octogonale.

## Histoire
L'immeuble est édifié entre 1907 et 1908 par l'architecte François-Adolphe Bocage. Il est alors locataire de l'immeuble précédent, propriété des industriels L. et C. Hardtmutz ; après la construction, il conserve son agence dans le nouvel édifice. Les décorations de la façade et du hall d'entrée sont réalisées par le céramiste Alexandre Bigot. L'inspiration Art nouveau de ces céramiques est alors tardive, et peu courante dans le quartier de l'opéra Garnier, plutôt loti sous le Second Empire. Les sculptures sont l'œuvre de Camille Alaphilippe.
La façade sur rue, la toiture, le vestibule d'entrée et l'escalier en spirale sont inscrits au titre des monuments historiques le 30 décembre 1977. L'immeuble est rénové dans les années 2010.

## Galerie

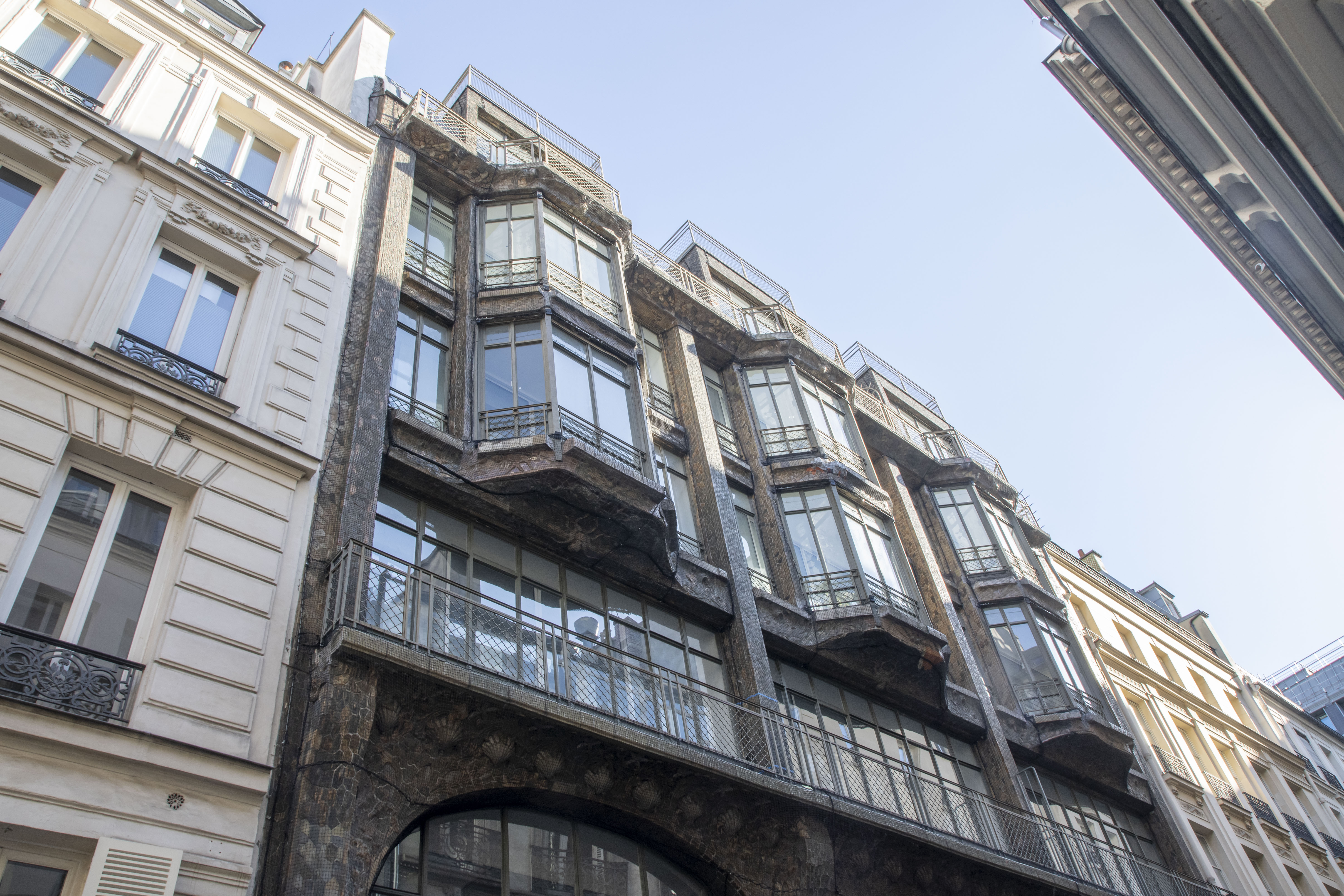
Façade de l'immeuble.
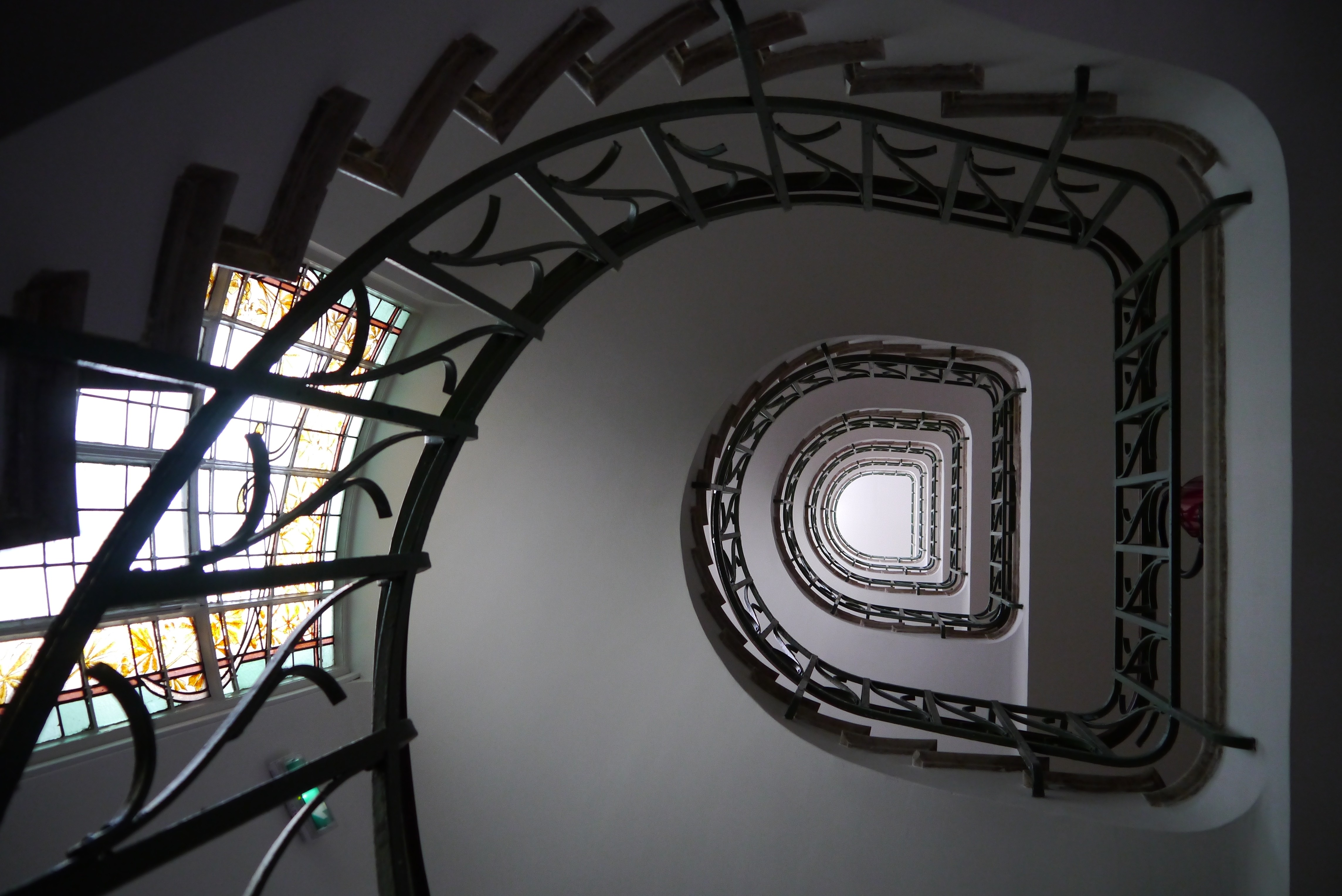
Escalier en spirale avec rampe en fer forgé, permettant d'accéder aux étages de l'immeuble.